# Чоловічі ігри на свіжому повітрі
«Чоловічі ігри на свіжому повітрі» (латис. Vīru spēles brīvā dabā) — радянський художній фільм режисера  Роланда Калниньша, знятий за участю  Гунара Пієсіса на  Ризькій кіностудії у 1978 році.

## Сюжет
Група кінодокументалістів знімає стрічку про легку атлетику. Герої фільму — десятиборці, які ведуть боротьбу за перемогу на одному з головних змагань сезону. На перше місце претендують заслужений ветеран Андрій Бурцев і перспективний атлет, вчорашній юніор — Віктор Асєєв.
Розпалені боротьбою, обидва лідери нерідко допускають сумнівні прийоми. Один, через гірке зауваження, що вирвалося з уст одного з тренерів, не вміє красиво виграти, а інший — красиво програти. Зайняті тільки собою, обидва спортсмени в результаті поступаються першостю талановитому молодому десятиборцю з Красноярська.

## У ролях
- Михайло Барибан —  Андрій
- Анатолій Грачов —  Віктор
- Віктор Грузьонкин —  Костя
- Гунарс Цилінскіс —  Леонід Янович
- Валдіс Крогіс —  оператор
- Аквеліна Лівмане —  Тетяна
- Івар Калниньш —  асистент
- Герман Клімов —  Кузнецов
- Олексій Михайлов —  Володимир Олексійович
- Інеса Сауліте —  Майя
- Ростислав Горяєв —  Інокентій Павлович

## Знімальна група
- Автор сценарію: Герман Клімов
- Режисер-постановник: Роланд Калниньш, Гунар Пієсіс
- Оператор-постановник: Гвідо Скулте
- Композитор: Іварс Вігнерс
- Художник-постановник:  Костянтин Форостенко